# Represa de Paraibuna
A Usina Hidrelétrica de Paraibuna, também chamada de represa da Auren Energia, está localizada no Vale do Paraíba, estado de São Paulo.

## Características
Foi idealizada na década de 1970 em função do elevado crescimento populacional e para o atendimento sócio-econômico regional. É utilizada para a geração de energia elétrica, mas a principal finalidade da represa de Paraibuna é regular a vazão do Rio Paraíba do Sul, sendo um importante reservatório de água responsável pelo abastecimento de várias cidades do Vale do Paraíba e do estado do Rio de Janeiro.
A represa de Paraibuna tem uma característica que a difere da maioria das represas existentes no país. Normalmente uma represa é feita pelo represamento de um rio, já a represa de Paraibuna foi construída com represamento dos rios Paraibuna e Paraitinga, além de seus afluentes, rio Lourenço Velho e rio do Peixe.
Quem passa pela SP-99 - Rodovia dos Tamoios em direção ao litoral, não pode imaginar o mar de água doce que está ao seu lado. Apenas em quatro pontos, é possível se vislumbrar um pouco dessa água. Mas a realidade é que, adentrando pelo lago, sua extensão espanta. São tantas entradas de águas pelos grotões da serra que sua extensão chega a 760 km de perímetro e 204 ilhas nativas catalogadas.
Por ser um paraíso de água limpa, a represa de Paraibuna que chegou a ganhar o referendo da ECO-92 como a represa mais bem conservada ecologicamente do Brasil.
Para os praticantes de esportes aquáticos e pescadores, a represa de Paraibuna é um lugar ideal, além de ser também um paraíso para a prática do mountain bike, pois em meio a essa beleza encravada na Mata Atlântica existe um emaranhado de estradinhas de terra, algumas vezes sendo necessário fazer travessias de balsas, que unem uma cidade à outra ou formam circuitos para pedaladas das mais variadas opções.
A pesca amadora é muito praticada, tendo a represa tilápias, lambaris, carpas, tucunarés, traíras etc.